# Sacramento River
28°03′48″N 121°51′10″V / 28.06333°N 121.85278°V
Sacramento River er en 719 kilometer lang flod, som løber gennem det nordlige Californien og ud i Stillehavet, nordøst for Oakland.  Floden løber gennem San Joaquin Valley, som er den centrale dal i Californien og rummer floderne Sacramento River fra nord og San Joaquin River fra syd. Floden er den længste i delstaten, og dens afvandingsområde fungerer både som kilde til drikkevand og vandkraft, desuden er floden en vandingsressource for landbruget i Californien.
Floden har sit udspring  ved Shastabjerget i Siskiyou County helt mod nord, ved grænsen til Oregon. Det samlede afvandingsområde er på 71,432 km². Shastadæmningen blev bygget i 1945, og danner Shastasøen, hvor der produceres elektricitet med en installeret effekt på 676 MW. Tilsanding har gjort at floden i praksis ikke er navigerbar; der er en kanal i det nederste løb, men den klarer ikke over tid at holde floden åben for større skibe.
En østlig biflod er Feather, og denne er opdæmmet med Orovilledæmningen, som sikrer stor vandkraftproduktion, oversvømmelsessikring og fungerer som drikkevandsresovoir.